# 1-ше тисячоліття
Перше тисячоліття — проміжок часу між 1 січня 1 року і 31 грудня 1000 року за Юліанським календарем.
В Європі це тисячоліття розквіту й занепаду Римської імперії та Раннього Середньовіччя. Це тисячоліття зміцнення і поширення германських та слов'янських племен, заснування Київської Русі.

## Культурні епохи
- Античність
- Пізня Античність
- Раннє Середньовіччя

## Важливі події
- 301 рік: традиційна дата християнізації Вірменії[1].
- 429 рік: Нашестя вандалів
- 476 рік: Падіння Західної Римської імперії
- 552 рік: Створення Тюркського каганату
- 630 рік: Створення Арабської держави
- 732 рік: Битва при Пуатьє
- 800 рік: Коронація Карла Великого
- 862 рік: покликання Рюрика та його братів до Славії
- 882 рік: Князь Олег бере Київ та утворуює Руську державу.
- 962 рік утворення Священної Римської імперії німецької нації.
- 988 рік: Хрещення Русі

### Без точних дат
- Середина 1-го тисячоліття — виникнення в Західному Судані держав Гана, Малі (Меле), Сонгаї, Борну.

## Найважливіші процеси
- Велике переселення народів
- Християнство у Європі
- Розповсюдження ісламу

## Особистості
- Ісус Христос
- Костянтин Великий
- Аттіла
- Мухаммед
- Карл I Великий
- Рюрик
- Клавдій Птолемей
- Теодоріх Великий
- Кубрат
- Оттон I Великий
- Герон Александрійський
- Менелай Александрійський
- Діофант Александрійський
- Порфирій
- Ямвліх
- Гіпатія
- Цзу Чунчжи
- Аріабхата I
- Брамагупта
- Ісидор Мілетський
- Ананія Ширакаці
- Джабір ібн Хайян
- Аль-Баттані
- Аль-Кінді
- Куста ібн Лукка
- Аль-Фергані
- Аль-Хорезмі
- Аль-Фарабі
- Сильвестр II
- Разес
- Абу-ль-Вафа